# Fluessen
De Fluessen (Fries en officieel: De Fluezen) is een meer in de gemeenten Súdwest-Fryslân en De Friese Meren, in de Nederlandse provincie Friesland.
De Fluessen is het een na grootste meer van Friesland na het Tjeukemeer en ligt ten noordoosten van De Holken. Het meer gaat in het noordoosten over in het Heegermeer. De naam is afgeleid van flues, drijvende plaggen. Het Heegermeer, de Fluessen en de Morra zijn tijdens het Saalienglaciaal door een gletsjer in de ondergrond uitgeslepen; ze vormen in feite een langgerekt gletsjerdal. De oppervlakte van het meer is 15,16 km². Het meer vormt een geheel met het Heegermeer, dat een oppervlakte heeft van 6,98 km². De gezamenlijke oppervlakte is 22,14 km², slechts iets kleiner dan het Tjeukemeer (23,42 km²), dat echter door de A6 doorsneden wordt en uit twee delen bestaat. 
In het meer bevinden zich enkele (kunstmatige) eilandjes, waarvan de Langehoekspolle het grootst is. Midden door het meer loopt een betonde scheepvaartroute die onderdeel is van het Johan Frisokanaal.  

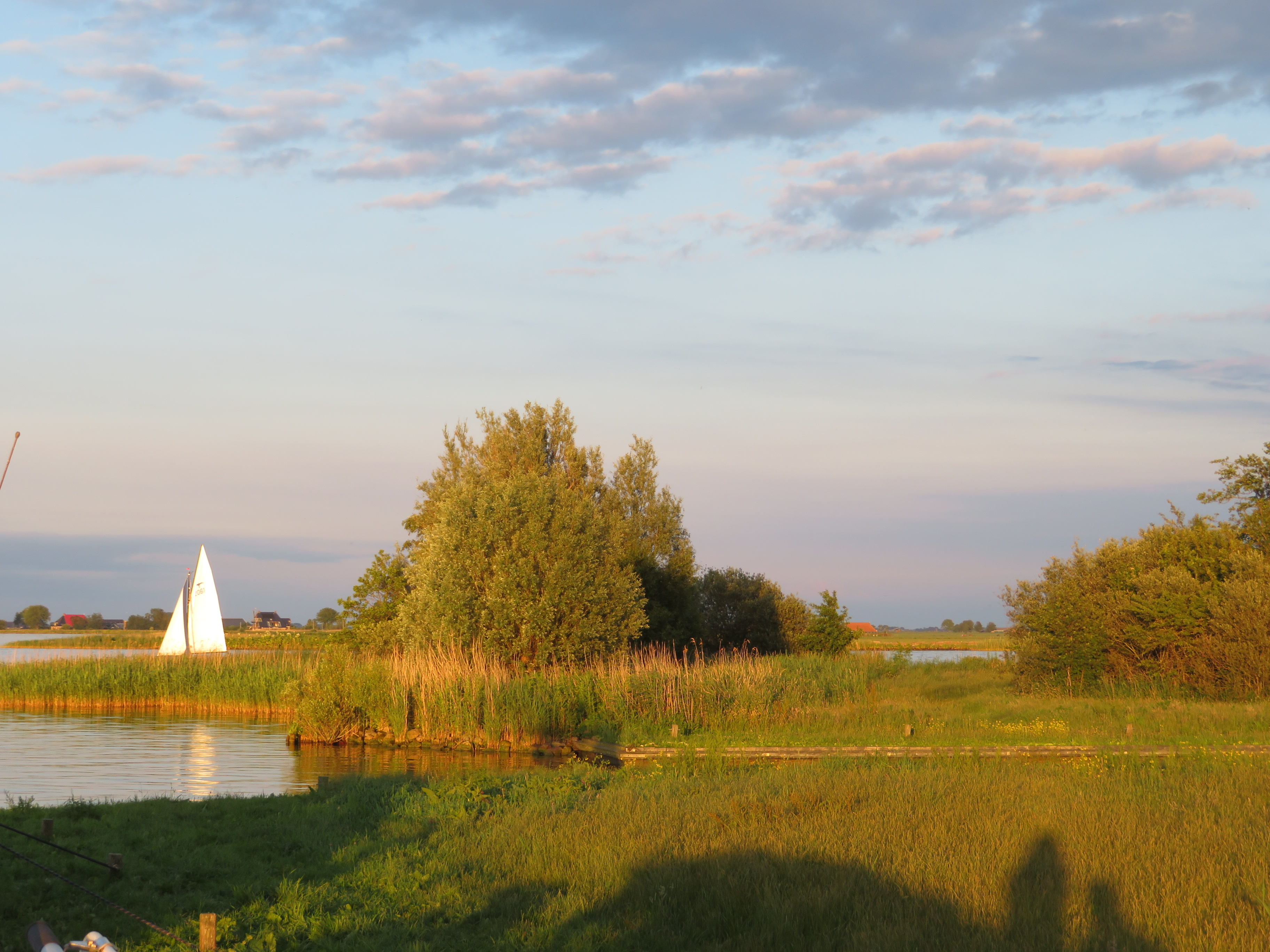
Het eilandje Leijepolle in de Fluessen
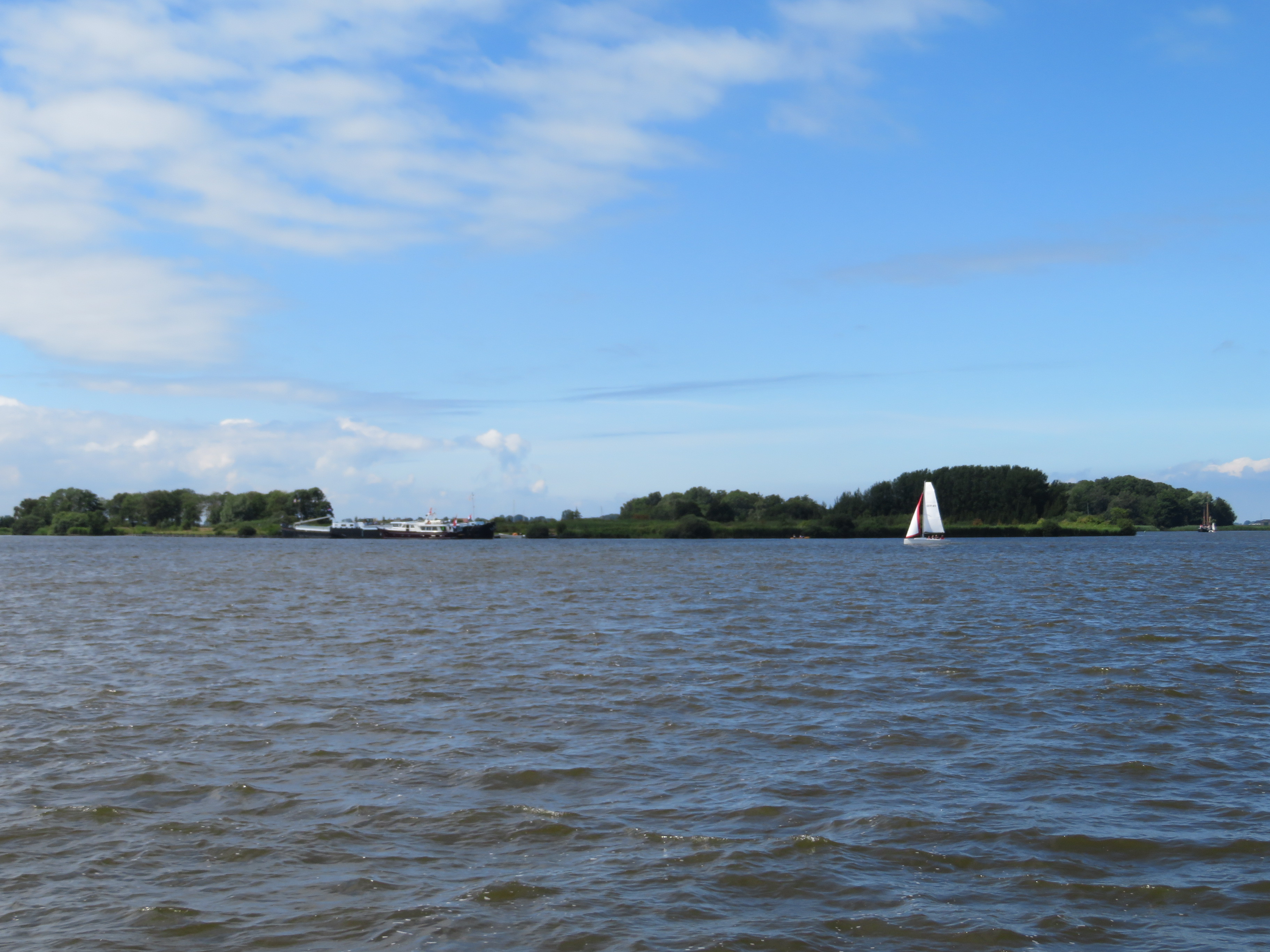
Langehoekspolle

## Natuurgebied
De Fluessen is onderdeel van het natuurreservaat Oudegaasterbrekken, Fluessen en omgeving, een natura2000-gebied. Het wordt beheerd door Staatsbosbeheer en It Fryske Gea. Het deel dat beheerd wordt door het It Fryske Gea wordt Fleuzen genoemd. Dit gebied omvat niet alleen de Fleussen maar ook delen van de Morra. Het bestaat uit open water met eilandjes, boezemlanden, rietzomen en wilgenbos en is in diverse deelgebieden opgedeeld. Zie verder bij het natuurreservaat.